# آلف اینسورث
آلف اینسورث (انگلیسی: Alf Ainsworth; ۳۱ ژوئیهٔ ۱۹۱۳ – ۲۵ آوریل ۱۹۷۵) بازیکن فوتبال اهل بریتانیا بود.
از باشگاه‌هایی که در آن بازی کرده‌است می‌توان به باشگاه فوتبال اولدهام اتلتیک، باشگاه فوتبال بری، باشگاه فوتبال روچدیل، باشگاه فوتبال ساوتپورت، باشگاه فوتبال منچستر یونایتد، باشگاه فوتبال کونگلتون تاون، و باشگاه فوتبال آکرینگتون استنلی اشاره کرد.